# Isa Petrozzani
Isa Petrozzani (Genova, 13 ottobre 1913 – Firenze, 2 febbraio 1989) è stata una pittrice italiana.

## Biografia
Nata a Genova, ha vissuto e lavorato a Firenze, dove ha studiato all'Accademia di belle arti; qui è stata allieva di Primo Conti, divenendone prima una protégée e poi una collega nel ritrovo artistico del Gruppo Donatello. Membro dell'Accademia delle arti del disegno di Firenze, è stata professore titolare di pittura al Rosary College Pio XII di Villa Schifanoia.
Nel 1940 ha partecipato alla VII Triennale di Milano e nel 1965 alla IX Quadriennale Nazionale d'Arte di Roma. Ha vinto inoltre un Premio Spoleto e nel 1962, con il Ritratto di Flora Antonioni, la medaglia d'oro alla "IV Mostra-concorso nazionale del ritratto contemporaneo" indetta dalla Società delle Belle Arti di Firenze. Nello stesso anno le è stato conferito il Premio Columbus 1962 dall'International Columbus Association e, nel 1984, la laurea Honoris Causa del Rosary College of Arts and Sciences.
Sue opere sono state esposte sia in Italia (Firenze, Roma, Genova, Bologna, Milano) che all'estero (Chicago, Grenoble, Washington, Parigi).

## La "ricerca" come stile
Nelle sue opere si è ispirata prevalentemente all'insegnamento espressionista, ma il suo lavoro è sempre stato caratterizzato da un costante impegno di aggiornamento, stimolato fin dagli esordi dalla ricerca di un rinnovamento di quella "sua stessa istintiva abilità" e di quella "piacevolezza un po' appariscente di una pittura che l'aveva, fino ad ieri, suggestionata", talché, anche solo "nella faticata e incerta conquista di un nuovo linguaggio, il progresso è già fondamentale, proprio nell'umiltà così spoglia e testarda in cui i problemi sono affrontati".
Giudizio che è stato successivamente confermato anche da altri critici. "La sua pittura si è fatta più libera e aperta nel gesto ... come se alla dissoluzione dei grumi psicologici sia stata contemporanea la purificazione delle abitudini stilistiche, il rifiuto di quegli schemi che anche l'artista meno tributario della tradizione finisce per assorbire. Di qui in avanti questa pittura può anche continuare a cambiare ancora, né è facile prevedere se questo avverrà necessariamente, né come. Ma il viaggio è ripreso" (Manlio Brigaglia, 1970). "Da anni seguo il percorso artistico di Isa Petrozzani, con la soddisfazione di non vederla arrestarsi mai neanche quando le sue conquiste pittoriche sono tali da poter sembrare definitive" (Luisa Becherucci, 1972). "Davanti alla sua opera - se la pensiamo complessivamente - abbiamo la sensazione di una evoluzione stroncata prima della conclusione. È vero che ogni artista (anzi, ogni essere umano) parte da questa vita in uno stato d'incompletezza. Ma nella Petrozzani (mi pare) è particolarmente evidente che il discorso è rimasto interrotto" (Vittoria Corti, 1990).